# Pallacanestro ai Campionati Nazionali Universitari
Il torneo di pallacanestro ai Campionati Nazionali Universitari è la fase finale del CNU di pallacanestro per i Centri Universitari Sportivi degli atenei italiani, organizzata dal CUSI.

## Albo d'oro

### Maschile
| Anno | Sede                | Vincitore        | Secondo posto | Risultato | Note          |
| 2005 |                     | CUS Bologna      | CUS Teramo    |           | [ 1 ]         |
| 2006 |                     | CUS Bologna      | CUS Udine     |           | [ 1 ]         |
| 2007 | Jesolo              | CUS Genova       | CUS Bologna   | 81-79     | [ 2 ]         |
| 2008 | Pisa                | CUS Genova       | CUS Pavia     | 55-52     | [ 3 ]         |
| 2009 | Lignano Sabbiadoro  | CUS Bologna      | CUS Genova    | 99-88     | [ 1 ] [ 4 ]   |
| 2010 | Campobasso          | CUS Genova       | CUS Brescia   | 75-68     | [ 1 ] [ 5 ]   |
| 2011 | Torino              | CUS Milano       | CUS Torino    | 75-46     | [ 6 ]         |
| 2012 | Messina             | CUS Torino       | CUS Messina   | 67-59     | [ 7 ]         |
| 2013 | Cassino             | CUS Bologna      | CUS Milano    | 82-70     | [ 8 ] [ 9 ]   |
| 2014 | Milano              | CUS Bologna      | CUS Torino    | 79-65     | [ 10 ] [ 11 ] |
| 2015 | Salsomaggiore Terme | CUS Bologna      | CUS Torino    | 72-59     | [ 12 ]        |
| 2016 | Reggio Emilia       | CUS Bologna      | CUS Padova    | 98-92     | [ 13 ]        |
| 2017 | Catania             | CUS Milano       | CUS Bologna   | 84-74     | [ 14 ]        |
| 2018 | Campobasso          | CUS Bologna      | CUS Milano    | 80-72     | [ 15 ]        |
| 2019 | L'Aquila            | CUS Insubria     | CUS Milano    | 78-70     | [ 16 ]        |
| 2020 | Torino              | annullato        |               |           |               |
| 2021 | Cassino             | rinviato al 2022 |               |           |               |
| 2022 | L'Aquila            | CUS Bologna      | CUS Milano    | 94-69     | [ 19 ]        |
| 2023 | Camerino            | CUS Milano       | CUS Genova    | 80-45     | [ 20 ]        |
| 2024 | Molise              | CUS Bologna      | CUS Milano    | 105-95    | [ 21 ]        |
| 2025 | Ancona              | CUS Bologna      | CUS Trieste   | 95-82     | [ 22 ]        |

### Femminile
| Anno | Sede                | Vincitore   | Secondo posto | Risultato | Note   |
| 2015 | Salsomaggiore Terme | CUS Bologna | CUS Milano    | 66-58     | [ 23 ] |